# WASP-75
WASP-75 är en ensam stjärna belägen i den mellersta delen av stjärnbilden Vattumannen. Den har en skenbar magnitud av ca 11,3 och kräver ett teleskop för att kunna observeras. Baserat på parallax enligt Gaia Early Data Release 3 på ca 3,34 mas beräknas den befinna sig på ett avstånd av ca 977 ljusår (ca 300 parsec) från solen. Den rör sig bort från solen med en heliocentrisk radialhastighet av ca 2,7 km/s.   

## Egenskaper
WASP-75 är en gul till vit stjärna i huvudserien av  spektralklass F9 Den har en massa av ca 1,2 solmassa, en radie av ca 1,4 solradie och utsänder energi från dess fotosfär motsvarande ca 1,1   gånger solen vid en effektiv temperatur av ca 6 100 K. Stjärnan är mycket yngre än solen och är ca 2,9 miljarder år gammal. Den liknar solen i dess koncentration av tunga grundämnen.

## Planetsystem
År 2013 upptäcktes en transiterande het Jupiterplanet b i en snäv, cirkulär bana, och planeten bekräftades 2018. Dess jämviktstemperatur är1 688 K.
| Planet | Massa          | Halv storaxel (AE) | Siderisk omloppstid (d) | Excentricitet | Inklination   | Radie          |
| ------ | -------------- | ------------------ | ----------------------- | ------------- | ------------- | -------------- |
| b      | 1,08 ± 0,05 MJ | 0,0377 ± 0,0006    | 2,484193                | <0,1          | 81,96 ± 0,02° | 1,31 ± 0,02 RJ |